# 오지로촌
오지로촌(小代村)은 효고현 미카타군에 있던 촌이다. 현재의 가미정 오지로구에 해당한다.

## 역사
- 1889년 4월 1일 - 시정촌제 시행에 의해 시쓰미군 오지로촌이 성립하였다.
- 1896년 4월 1일 - 시쓰미군이 후타카타군과 합병해 미카타군이 되었다 .
- 1955년 4월 1일 - 이소촌과 합병해, 미카타정이 성립, 동일 오지로촌은 폐지되었다.

## 현재모습
2005년 4월 1일에 미카타군 미카타정이 성립될 때, 구 미카타정 지역은 구 오지로촌과 같은 지역이었기 때문에 옛 지명을 주소 표기로 부활시켜 지역 자치구 '오지로구가 되었다. 따라서 오지로구 항목을 참고하기 바란다.

## 참고문헌
- 地名編纂委員会 『角川日本地名大辞典28 兵庫県』（角川書店, 1988, ISBN 4-04-001280-1）